# اندیس چماچم
چماچم یک اندیس غیرفلزی است که در حوالی شهر کوه اناران استان ایلام قرار دارد و مادهٔ معدنی موجود در آن، نمک است.  